# Джерело № 2 (Ужок)
Джерело № 2 — гідрологічна пам'ятка природи місцевого значення. Об'єкт розташований на території Великоберезнянського району Закарпатської області, села Ужок, урочище «Ужоцький потік».
Площа — 0,5 га, Статус отриманий згідно з рішенням Закарпатської обласної ради від 23.10.1984 року № 253.
Охороняється джерело мінеральної води та прилегла територія. Вода вуглекисла, гідрокарбонатно-кальцієво-натрієва. Загальна мінералізація - 1,1 г/л., мікроелемент - марганець. Придатна для лікування захворювань органів травлення.